# Marc Márquez
Marc Márquez Alentà (Cervera, 17 febbraio 1993) è un pilota motociclistico spagnolo, campione del mondo della classe 125 nel 2010, della Moto2 nel 2012 e della MotoGP nel 2013, 2014, 2016, 2017, 2018 e 2019.
È tra i piloti più titolati della storia del motomondiale. È fratello di Álex Márquez, anch'egli pilota di motociclismo professionista. Dal 2025 è pilota di Ducati Corse.

## Carriera
Comincia a correre in moto all'età di sei anni, inizialmente in motocross e in minimoto, passando in seguito alle corse su pista. Nel 2004 giunge secondo nel campionato di Catalogna. Nel 2007 partecipa ad alcune prove del Campeonato de España de Velocidad nel team Monlau diretto dall'ex campione mondiale Emilio Alzamora, equipaggiato con una KTM giungendo ottavo in classifica al termine della stagione.

### Classe 125

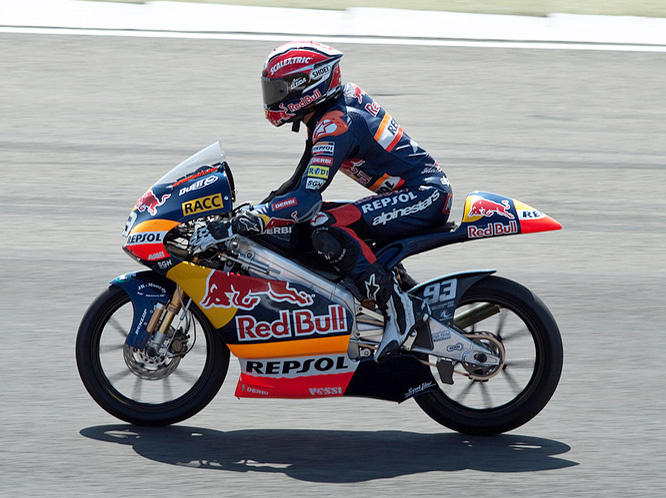
Márquez sulla Derbi RSA 125 del team Red Bull Ajo Motorsport nel 2010.

Continuando ad avere Alzamora come manager personale, esordisce nella classe 125 del motomondiale nel 2008, ingaggiato dal team Repsol KTM 125cc guidato da Alberto Puig alla guida di una KTM 125 FRR; il compagno di squadra è Esteve Rabat. Dopo una mancata qualificazione in Spagna a causa di una caduta, esordisce in gara in occasione del GP del Portogallo e ottiene il suo primo podio con il terzo posto in Gran Bretagna, terminando la stagione al 13º posto con 63 punti. In questa stagione è costretto a saltare i GP di Malesia e Comunità Valenciana per infortunio.
Nel 2009 resta nel team ufficiale KTM, passato nel frattempo ad avere la Red Bull come sponsor principale dalla Repsol dell'anno precedente; il compagno di squadra è Cameron Beaubier. Ottiene un terzo posto in Spagna e due pole position (la sua prima in carriera nel GP di Francia e poi in Malesia) terminando la stagione all'8º posto con 94 punti.
Nel 2010 passa alla Derbi RSA 125 con il team Red Bull Ajo Motorsport. Ottiene le sue prime vittorie (la prima in Italia, seguita da Gran Bretagna, Olanda, Catalogna, Germania, San Marino, Giappone, Malesia, Australia e Portogallo), due terzi posti (Qatar e Francia) e dodici pole position. Il 7 novembre del 2010 si laurea campione del mondo 125cc arrivando quarto a Valencia. Da notare però la rimonta ad Estoril di appena una settimana prima: caduto nel giro di formazione, riesce a tornare ai box per riparare la moto, ritrovandosi però a partire in fondo al gruppo riuscendo comunque a rimontare e vincere la gara dopo un duello serrato con Terol.

### Moto2
Nel 2011 passa in Moto2, ingaggiato dal team CatalunyaCaixa Repsol con una Suter MMXI. Dopo un inizio di stagione infruttuoso, ottiene la sua prima vittoria nella classe intermedia in occasione del Gran Premio di Francia, seguita da tre consecutive ottenute nei Paesi Bassi, in Italia e in Germania. Durante l'anno ottiene in seguito altre tre vittorie consecutive (Indianapolis, San Marino e Aragona).

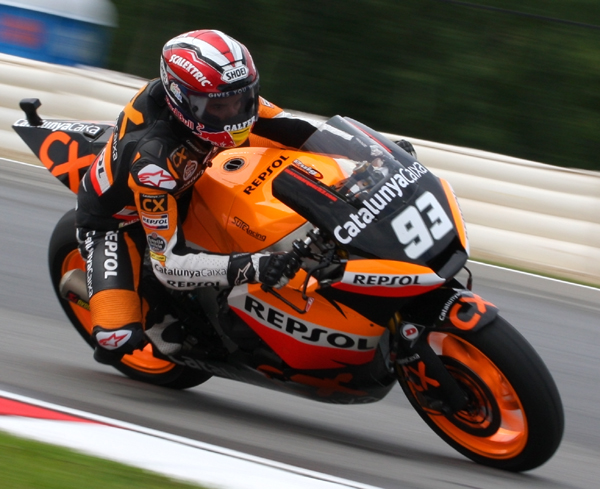
Márquez al Gran Premio della Repubblica Ceca del 2011.

Nel Gran Premio d'Australia viene penalizzato (con un minuto extra da aggiungere al tempo ottenuto in qualifica, relegandolo all'ultima posizione della griglia di partenza) a causa di un violento tamponamento durante le prove ai danni del pilota tailandese Ratthapark Wilairot; ciò nonostante giunge al terzo posto della gara. Nel finale di stagione è costretto a saltare i Gran Premi di Malesia e Comunità Valenciana a seguito di una caduta nelle prove libere del GP della Malesia. Termina la stagione al 2º posto con 251 punti, alle spalle del tedesco Stefan Bradl.
Nella stagione 2012 rimane con lo stesso team e, dopo aver ottenuto 8 vittorie in Qatar, Portogallo, Paesi Bassi, Germania, Indianapolis, Repubblica Ceca, San Marino e Giappone, con il secondo posto in Australia si laurea campione del mondo per la seconda volta nella sua carriera, con una gara di anticipo sul termine della stagione. In occasione dell'ultima gara dell'anno a Valencia, dopo essere partito dall'ultima posizione per una penalità, risale sino a ottenere la nona vittoria dell'anno.

### MotoGP

#### Honda (2013-2023)

##### 2013-2014: i primi due titoli iridati
Il 12 luglio 2012, prima ancora del termine della stagione che lo vedrà vincitore in Moto2, viene ufficializzato il suo passaggio in MotoGP per la stagione successiva, affiancando nel team ufficiale Repsol Honda il connazionale Daniel Pedrosa, in sostituzione dell'australiano Casey Stoner il quale aveva annunciato il suo ritiro.

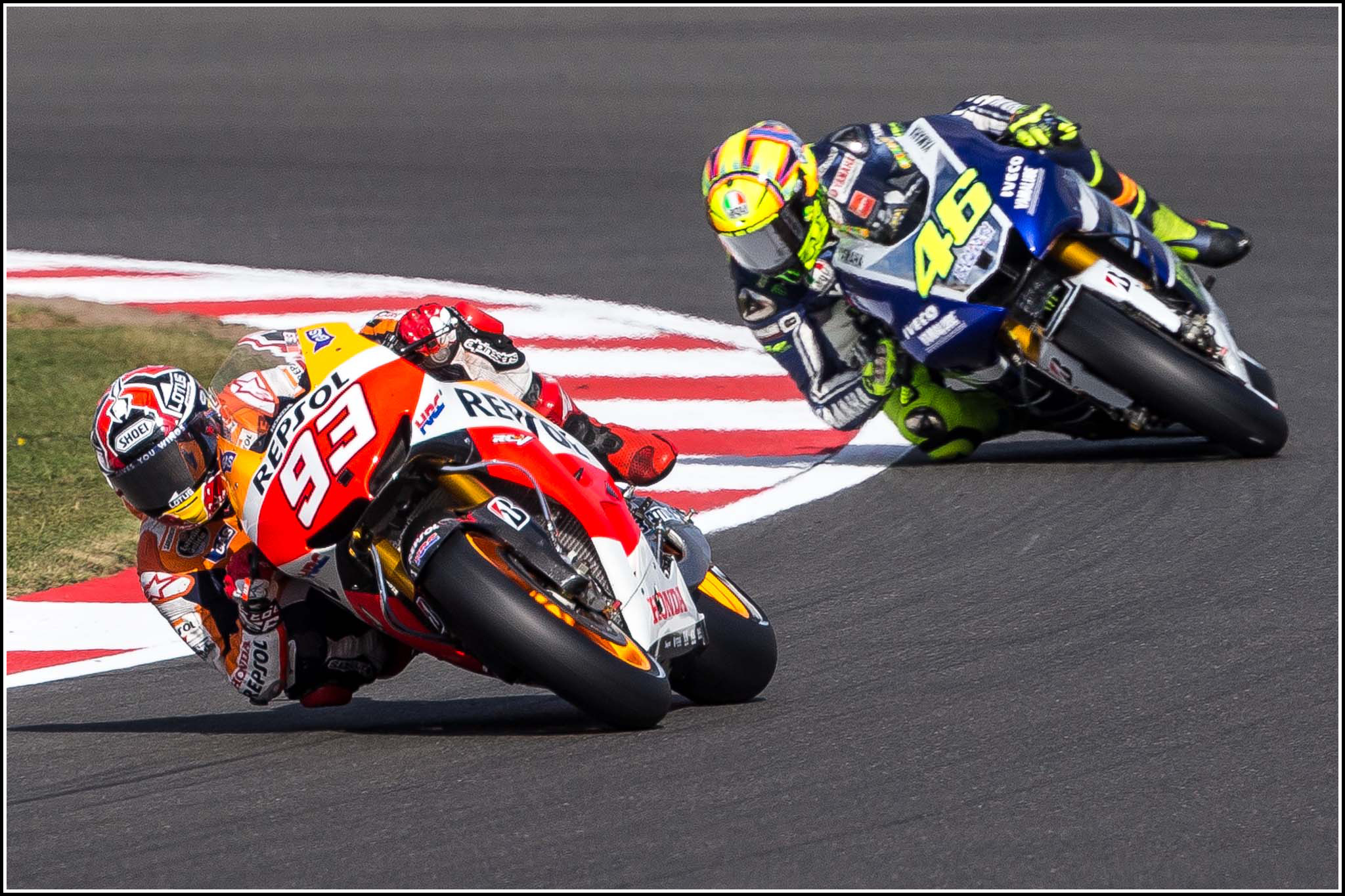
Márquez davanti a Valentino Rossi nelle prove libere del Gran Premio di Gran Bretagna 2013.

Nella prima gara in MotoGP, il 7 aprile 2013, ottiene un terzo posto nel Gran Premio del Qatar, mentre nel secondo appuntamento stagionale, nel Gran Premio delle Americhe, ottiene la pole position diventando, a 20 anni, 2 mesi e 3 giorni, il più giovane a partire davanti a tutti nella classe regina, cancellando il precedente record di Freddie Spencer (20 anni, 5 mesi e 3 giorni) che reggeva da 31 anni (primato poi ulteriormente battuto da Fabio Quartararo nel GP di Spagna 2019); nella medesima gara abbatte un altro record, diventando il più giovane pilota a vincere una gara di MotoGP. Nel corso dell'anno si imporrà in altre 5 occasioni, Germania, Laguna Seca, Indianapolis, Repubblica Ceca e Aragona. Nell'ultima gara stagionale, il Gran Premio di Valencia, arriva terzo, piazzamento che gli basta per vincere il mondiale al suo esordio in top class, impresa riuscita solo a Kenny Roberts nel 1978; lo spagnolo affermandosi inoltre come il più giovane vincitore nella classe regina, primato precedentemente detenuto da Spencer. Durante la stagione è stato anche protagonista di alcuni episodi particolari: nel GP di Spagna ha superato il connazionale Jorge Lorenzo all'ultima curva della gara, rischiando una caduta e sollevando alcune polemiche tra i piloti. Al GP di Gran Bretagna, durante la sessione mattutina di prove di domenica (warm-up), nonostante le bandiere gialle sventolanti, cade rischiando di travolgere i commissari e il pilota Cal Crutchlow caduto poco prima; viene penalizzato di 2 punti sulla licenza per non aver rallentato in modo adeguato. Nel GP d'Australia incorre in una squalifica per non essere rientrato ai box nei tempi prestabiliti dopo che la direzione corsa, per motivi di sicurezza, aveva obbligato i piloti alla sostituzione della moto a metà gara. 

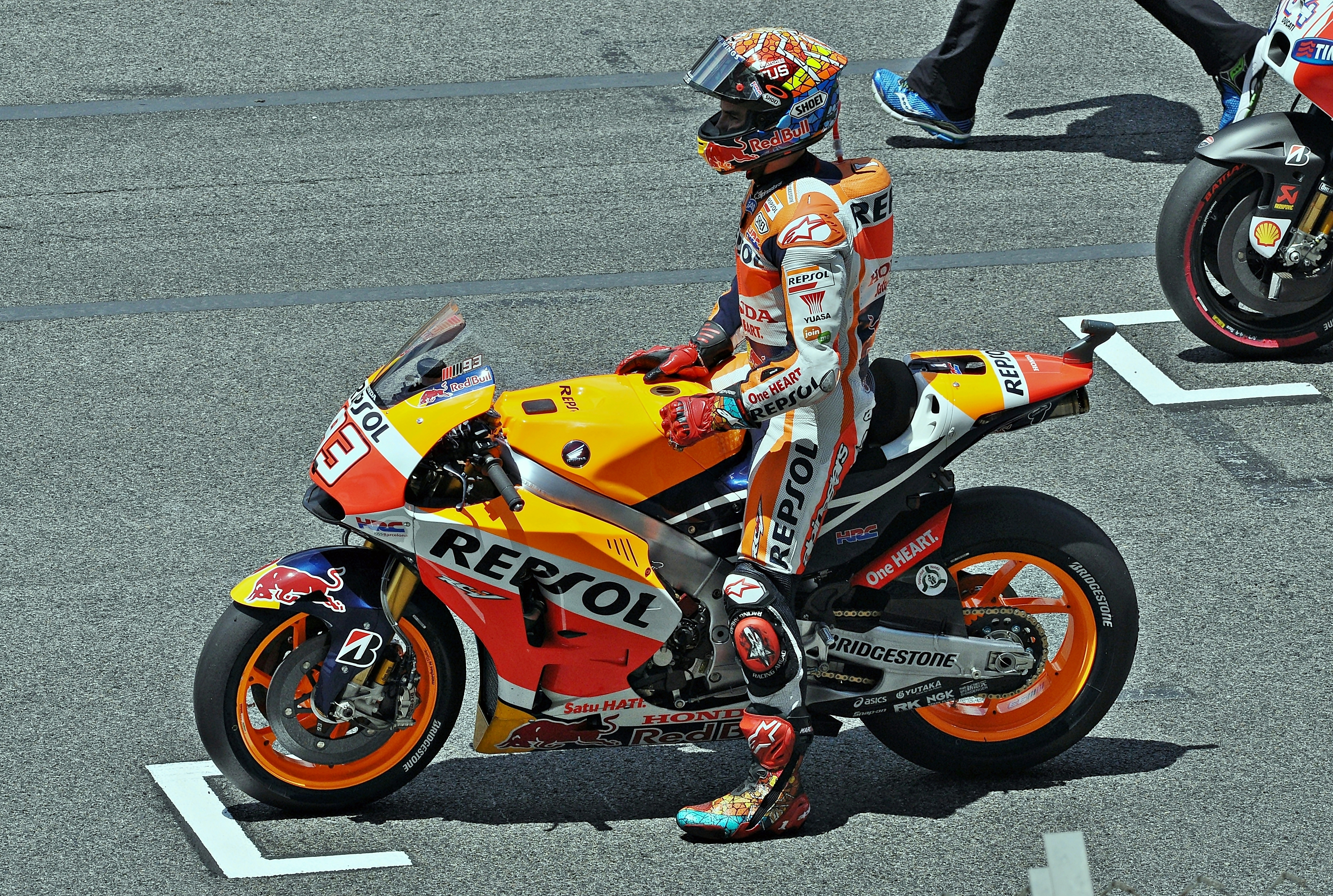
Márquez sulla griglia di partenza del Gran Premio di Catalogna 2015.

L'inizio della seconda stagione in MotoGP è trionfale per Márquez, che si impone nelle prime 10 gare stagionali tra il Qatar e Indianapolis; nell'occasione replica dopo 17 anni ciò che aveva fatto Michael Doohan, che aveva vinto consecutivamente dal quarto al tredicesimo GP nella stagione 1997, e che in precedenza aveva fatto anche Giacomo Agostini in ben tre diverse occasioni. Lo spagnolo vince nuovamente in Gran Bretagna e già al Gran Premio motociclistico del Giappone 2014 si laurea campione del mondo per la seconda volta consecutiva, con tre gare di anticipo sul termine della stagione. L'anno verrà chiuso con un totale di 13 vittorie, nuovo primato assoluto di vittorie in una singola stagione nel motomondiale (il precedente primato era di Doohan, quando nel 1997 vinse dodici gare), e con il record anche per quanto riguarda le pole position, nuovamente 13. In totale ottiene 362 punti, distaccando di 67 punti il secondo in classifica, Valentino Rossi.

##### 2015: sei ritiri e il terzo posto finale
La stagione 2015 non è positiva come le precedenti; su 18 prove si impone in 5 occasioni (Austin, Germania, Indianapolis, San Marino e Australia), ma raccoglie anche 6 ritiri, uscendo ben presto dalla lotta per il titolo iridato. Tra gli episodi che hanno caratterizzato la sua stagione vi sono la gara del GP d'Argentina, dove ha una collisione con Rossi a pochi giri dal termine e la stessa situazione si ripete nel GP della Malesia; in entrambi i casi vi sono stati strascichi polemici e, nel secondo caso, anche regolamentari per il pilota italiano. Nella gara conclusiva a Valencia giunge secondo dietro al vincitore Jorge Lorenzo. Chiude la stagione al terzo posto con 242 punti.

##### 2016-2019: quattro titoli consecutivi

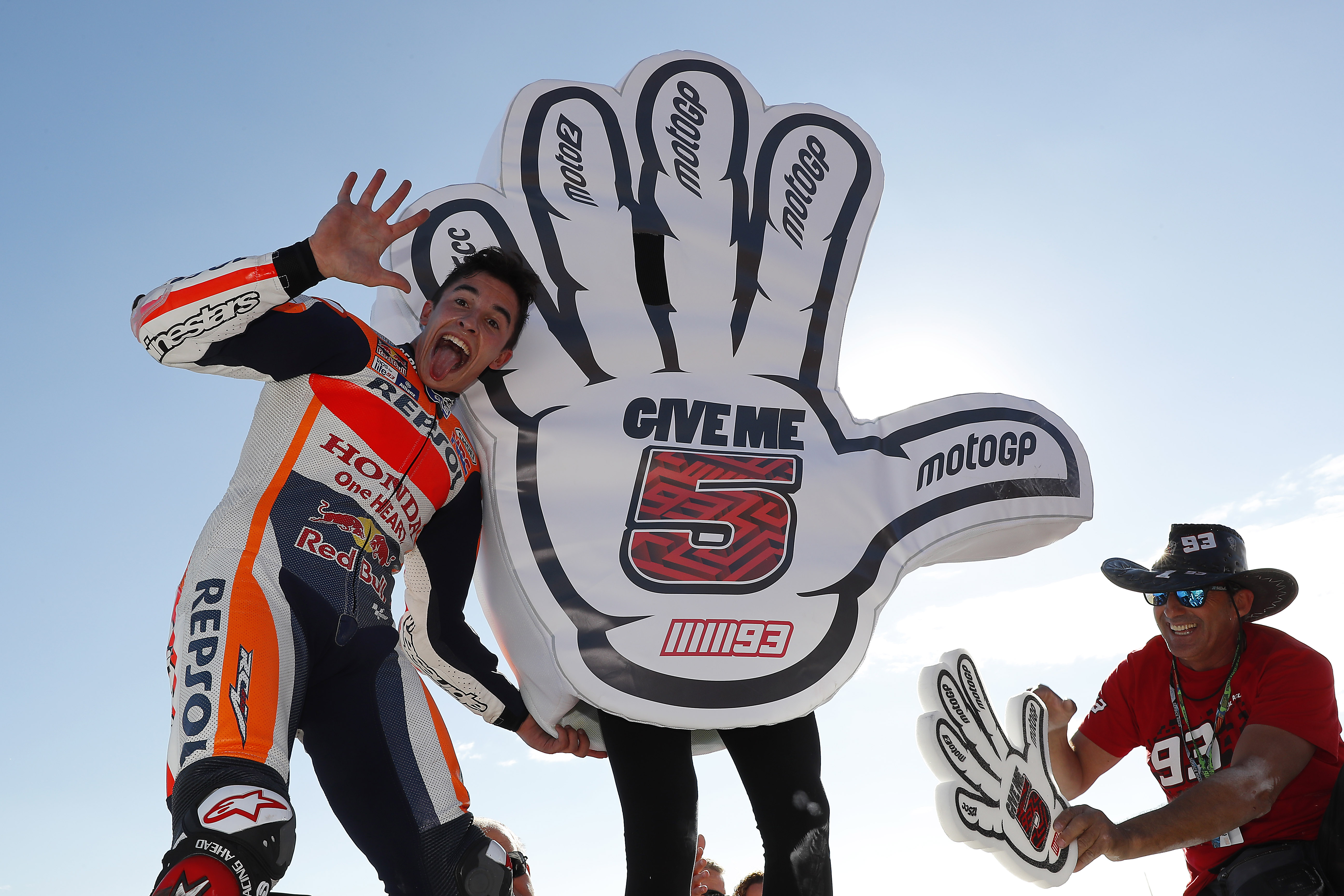
Márquez celebra la conquista del suo quinto titolo mondiale a Valencia nel 2016.

Il 2016 è l'anno del terzo titolo iridato nella MotoGP per il pilota spagnolo, il quinto in carriera nel motomondiale; lo ottiene matematicamente con 3 gare di anticipo sul termine della stagione, come due anni prima in occasione del GP del Giappone, proprio la gara corsa sul circuito di proprietà della Honda, la casa che lo equipaggia. Pur avendo ottenuto lo stesso numero di vittorie dell'anno precedente, cinque (Argentina, Austin, Germania, Aragona e Giappone), si impone grazie a una regolarità di risultati migliore degli avversari e colleziona un solo ritiro in occasione del GP d'Australia, a titolo già ottenuto. Conclude la stagione con 298 punti iridati.
Nel 2017 incomincia la quinta stagione consecutiva nel team Repsol Honda. Il compagno di squadra è ancora il connazionale Daniel Pedrosa. Nel primo GP della stagione, il GP del Qatar, arriva quarto al traguardo e ottiene il primo successo stagionale nel GP delle Americhe, dove è al quinto successo consecutivo. In Spagna e in Catalogna giunge secondo, in Francia è costretto al ritiro e in Italia giunge sesto, mentre ad Assen arriva terzo. In Germania arriva primo, ottenendo l'ottavo successo negli ultimi otto anni partendo sempre dalla pole. In Repubblica Ceca vince dopo essere partito dalla pole position, mentre in Austria giunge secondo dopo essere partito dalla pole position. Ottiene la pole position in Gran Bretagna, ma in gara è costretto al ritiro. In seguito vince nei Gran Premi di San Marino e Aragona, giunge secondo in Giappone, ma si rifà prontamente vincendo in Australia dopo aver conquistato la pole position. A Valencia giunge terzo, conquistando il titolo iridato all'ultima gara come nel 2013, con 298 punti come la stagione precedente.

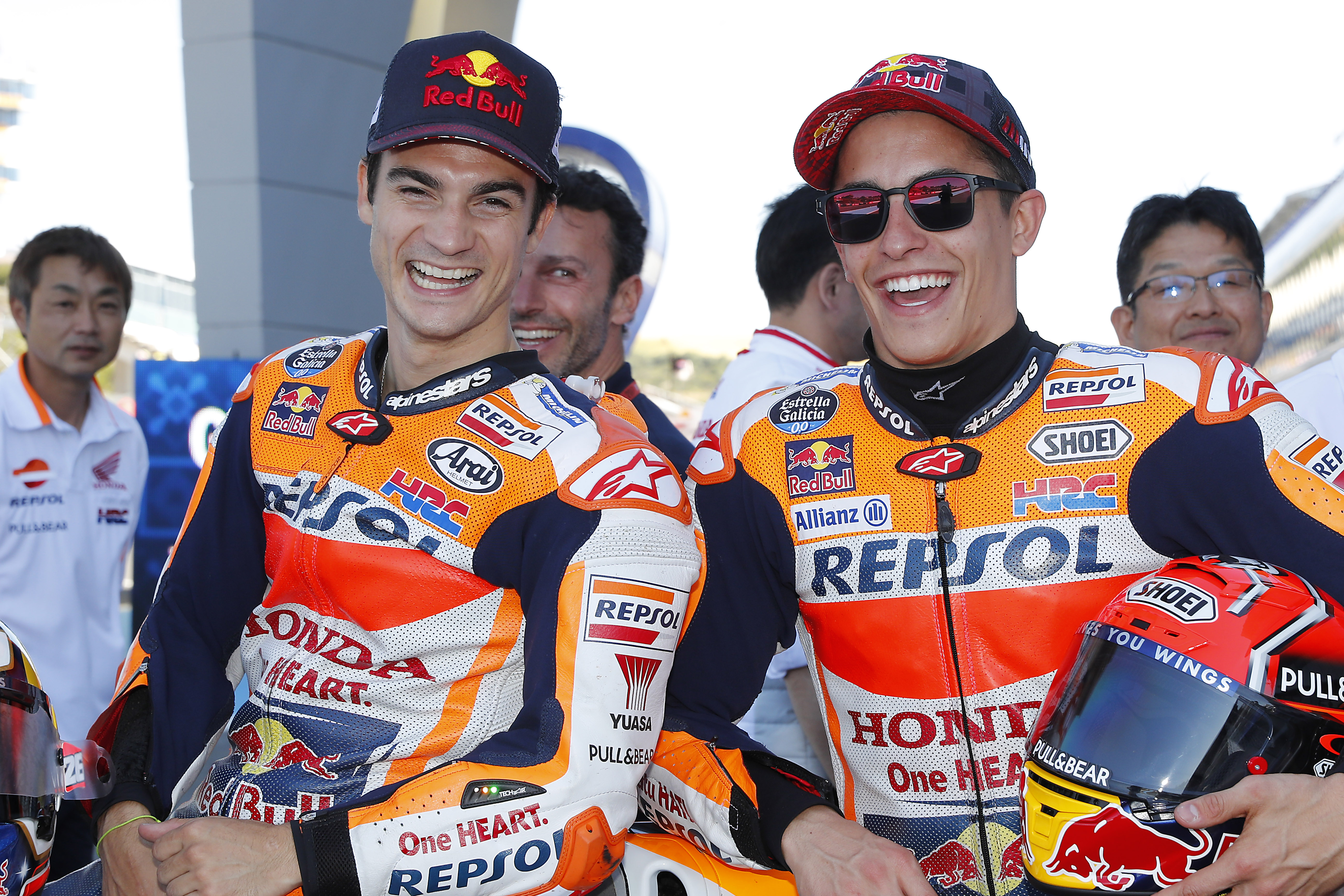
I compagni di team Daniel Pedrosa e Márquez festeggiano la doppietta Repsol Honda nel Gran Premio di Spagna 2017.

Nel 2018 giunge secondo in Qatar. Nel Gran Premio d'Argentina viene inizialmente penalizzato a causa di un'inversione di marcia fatta sulla griglia di partenza a causa della moto che si spense. Questa mossa venne ritenuta scorretta dalla direzione gara, che spiegò che, come da regolamento, Marc sarebbe dovuto partire dalla pit lane. Successivamente in gara avrà un contatto sia con Thomas Luthi, sia con Aleix Espargaro, che però non vengono ritenuti troppo aggressivi. Invece, a pochi giri dal termine, effettua un sorpasso che verrà ritenuto eccessivamente violento su Valentino Rossi che cadrà proprio a causa di questo contatto: la direzione gara lo punirà come da regolamento dandogli 30 secondi di penalità a fine gara, che lo faranno arrivare diciottesimo. Vince nel Gran Premio delle Americhe dopo aver ottenuto la pole position (partito 4° per una penalità). Vince anche a Jerez, conquistando la leadership del campionato e strappandola così ad Andrea Dovizioso, caduto a seguito di un incidente con Jorge Lorenzo e Daniel Pedrosa. Vince anche in Francia, ottenendo la sua terza vittoria di fila e riuscendo così a superare le due vittorie consecutive dal 2014. Nel Gran Premio d'Italia cade mentre si trovava nel gruppo di testa. Riesce comunque a continuare la gara, chiudendola in sedicesima posizione, appena fuori dalla zona punti. In Catalogna giunge secondo. Vince in Olanda e Germania dopo essere partito dalla pole position. In Repubblica Ceca giunge terzo. In Austria giunge secondo dopo essere partito dalla pole position, alle spalle di Jorge Lorenzo. Nel Gran Premio di San Marino conclude nuovamente secondo, mentre vince in Aragona e in Thailandia. Vince in Giappone, lureandosi campione del mondo con 3 gare d'anticipo (come nel 2014 e nel 2016). Ottiene la pole position in Australia ma cade in gara, mentre vince in Malesia. Conclude la stagione con 321 punti iridati.
Nel 2019 rimane nello stesso team, con Jorge Lorenzo come compagno di squadra. Nel Gran Premio del Qatar taglia il traguardo in seconda posizione alle spalle di Andrea Dovizioso, come l’anno precedente. Nel circuito delle Americhe, a Austin, scivola mentre si trovava in testa. In Italia arriva in seconda posizione alle spalle di Danilo Petrucci. In Catalogna vince dopo una gara solitaria, dovuta ai ritiri di Lorenzo, Dovizioso, Rossi e Vinales. In Germania vince per la decima volta consecutiva, sempre partendo dalla pole. In Austria giunge secondo dopo un’accesa battaglia contro Andrea Dovizioso, dal quale viene sorpassato all’ultima curva, come nel 2017. In Gran Bretagna viene sorpassato sul traguardo da Álex Rins che vince per 0,013 secondi. Ottiene dodici vittorie (Argentina, Spagna, Francia, Catalogna, Germania, Repubblica Ceca, San Marino, Aragona, Thailandia, Giappone, Australia e Comunità Valenciana), sei secondi posti (Qatar, Italia, Olanda, Austria, Gran Bretagna e Malesia), dieci pole position (Argentina, Americhe, Francia, Italia, Germania, Repubblica Ceca, Austria, Gran Bretagna, Aragona e Giappone) e 420 punti iridati, diventando così il primo pilota a superare la soglia dei 400 punti, laureandosi per l'ottava volta campione del mondo in Thailandia, con 4 gare d'anticipo, dopo un esaltante duello con Fabio Quartararo.

##### 2020-2022: l'incidente di Jerez e le quattro operazioni chirurgiche

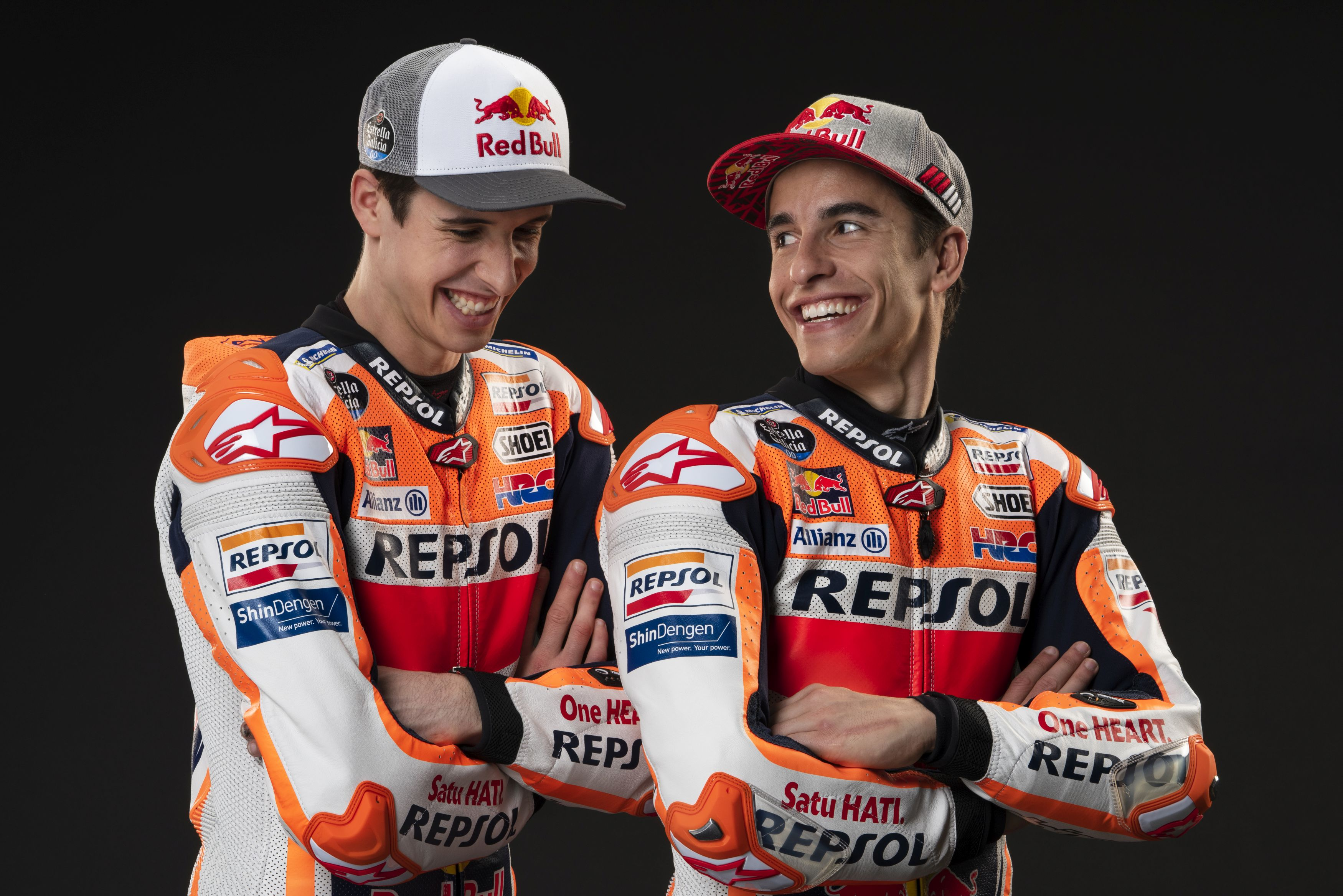
Marc Márquez (a destra) e il fratello minore Álex, compagni di squadra in Repsol Honda nella stagione 2020.

Nel 2020 rimane nello stesso team con compagno di squadra il fratello Álex. Durante il primo gran premio stagionale, il Gran Premio di Spagna, rimedia la frattura all'omero del braccio destro in seguito a una caduta. Nel successivo Gran Premio di Andalusia, prova a rientrare a soli cinque giorni dal grave infortunio: rinuncia all'impresa durante le qualifiche del sabato. A causa dell'eccessivo stress, nei giorni seguenti patisce la rottura della placca in titanio che gli era stata inserita nel braccio per rimediare all'infortunio. Márquez si vede così costretto a sottoporsi a un nuovo intervento chirurgico. Il recupero si rivela più complicato del previsto e il 24 ottobre viene annunciata la fine della stagione per il pilota iberico, che dunque chiude il mondiale senza alcun punto, venendo sostituito in squadra da Stefan Bradl. Il 3 dicembre è sottoposto a un nuovo intervento chirurgico della durata di otto ore alla Clinica Ruber di Madrid a causa di una riscontrata pseudoartrosi in sede di frattura; nell'intervento viene nuovamente sostituita la piastra in titanio e gli viene trapiantata una porzione di osso prelevata in cresta iliaca e un trapianto autologo di una vena proveniente dalla coscia, al fine di accelerare il processo di guarigione. Questo nuovo intervento avrebbe previsto una sospensione dell'attività per almeno ulteriori sei mesi. Due giorni dopo l'intervento insorge una nuova complicanza nel braccio rappresentata da un'infezione dell'osso.
Nel 2021 salta per infortunio i primi 2 gran premi stagionali oltre che i test pre-stagionali sul circuito di Losail. Il 10 aprile annuncia il suo rientro per il Gran Premio del Portogallo, terzo appuntamento del calendario. Parte dalla sesta posizione e al traguardo giunge settimo, ottenendo i primi punti iridati della stagione. Nel GP successivo a Jerez rimedia due cadute nel corso delle prove libere ma senza gravi conseguenze, parte dalla 14ª piazza e termina la gara al nono posto. Nel GP di Le Mans, con condizioni meteo miste cade due volte e, dopo la seconda caduta, si ritira definitivamente. Sul circuito di Montmelò, dopo essere partito tredicesimo, incappa nel terzo ritiro consecutivo (per la prima volta da quando corre in MotoGP). Torna a vincere in Germania, per l'undicesima volta nella sua carriera. Giunge secondo in Aragona, dopo un duello con Francesco Bagnaia, quindi vince i Gran Premi delle Americhe e dell'Emilia-Romagna; quello di Misano Adriaticorimarrà il suo ultimo successo con Honda. Non corre il secondo Gran Premio in Portogallo a causa di una lieve commozione cerebrale procuratosi in allenamento durante una sessione di Enduro. A seguito della diagnosi di diplopia, dovuta anch'essa all'infortunio, salta anche il Gran Premio di Valencia. Chiude la stagione al settimo posto con 142 punti.

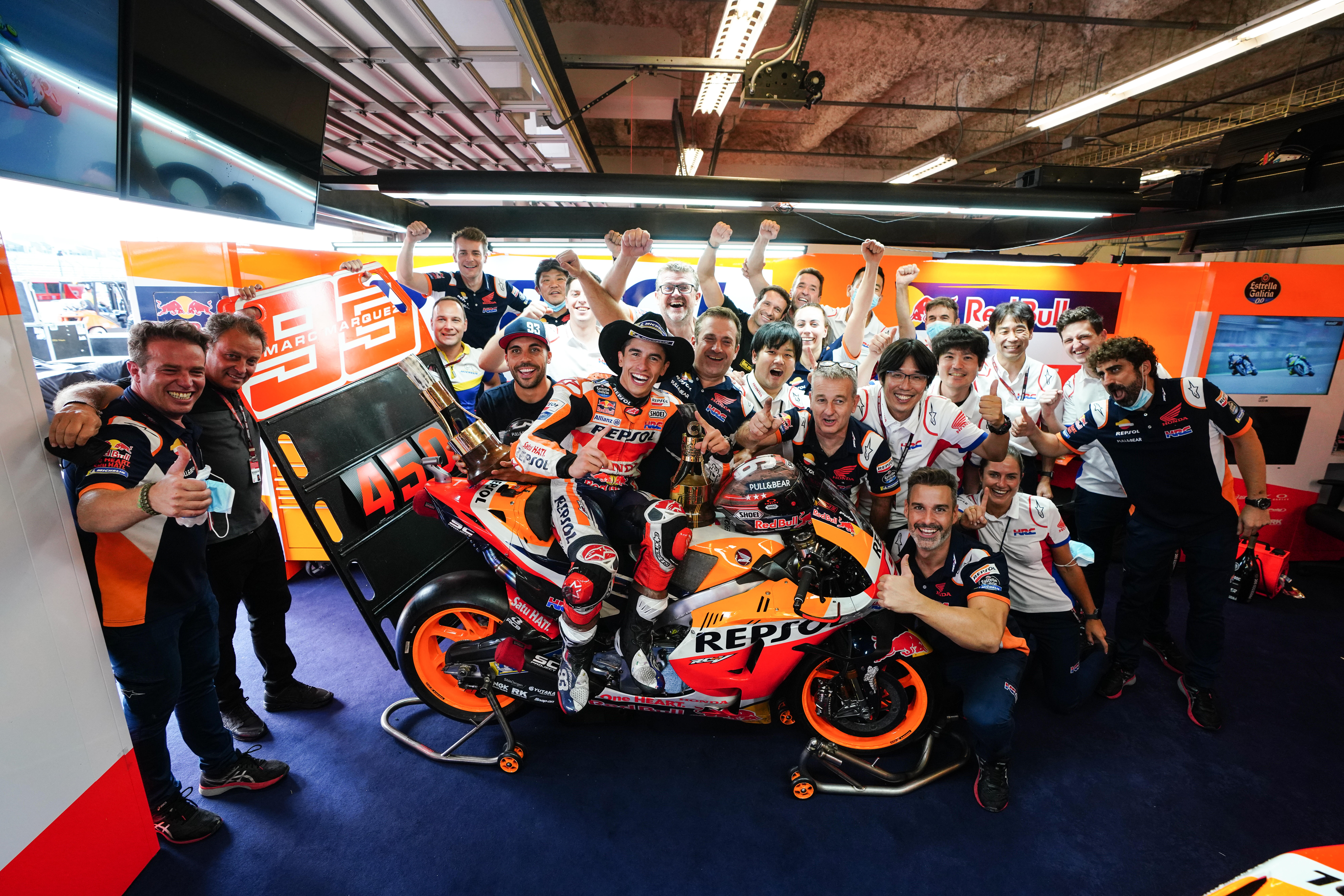
Il box Honda festeggia la vittoria di Márquez al Gran Premio delle Americhe 2021.

Nel 2022 rimane nello stesso team con compagno di squadra Pol Espargaró. Conclude la prima gara della stagione a Losail al quinto posto. Durante le prove del secondo GP della stagione, il Gran Premio d'Indonesia a Mandalika, rimedia tre cadute. Dopo la quarta caduta, che avviene nel warm up della gara, viene portato in ospedale per accertamenti e dichiarato inidoneo per competere. Dopo alcuni accertamenti in Spagna gli viene diagnosticata la diplopia, condizione di cui aveva sofferto precedentemente in carriera. La sua assenza dalla terza gara della stagione, il Gran Premio d'Argentina, è coperta dal tester Honda, Stefan Bradl. La sua stagione continua fino al Gran Premio d'Italia, dopo il quale decide di operarsi per la quarta volta al braccio destro. Ritorna alle gare in settembre, nel GP d'Aragona, dove si ritira per dei problemi alla moto al primo giro. Torna per la prima volta sul podio, dopo il quarto intervento all'omero destro, nel GP d'Australia. Conclude la stagione classificandosi al tredicesimo posto, con un podio.

##### 2023: l'ultimo anno in Honda

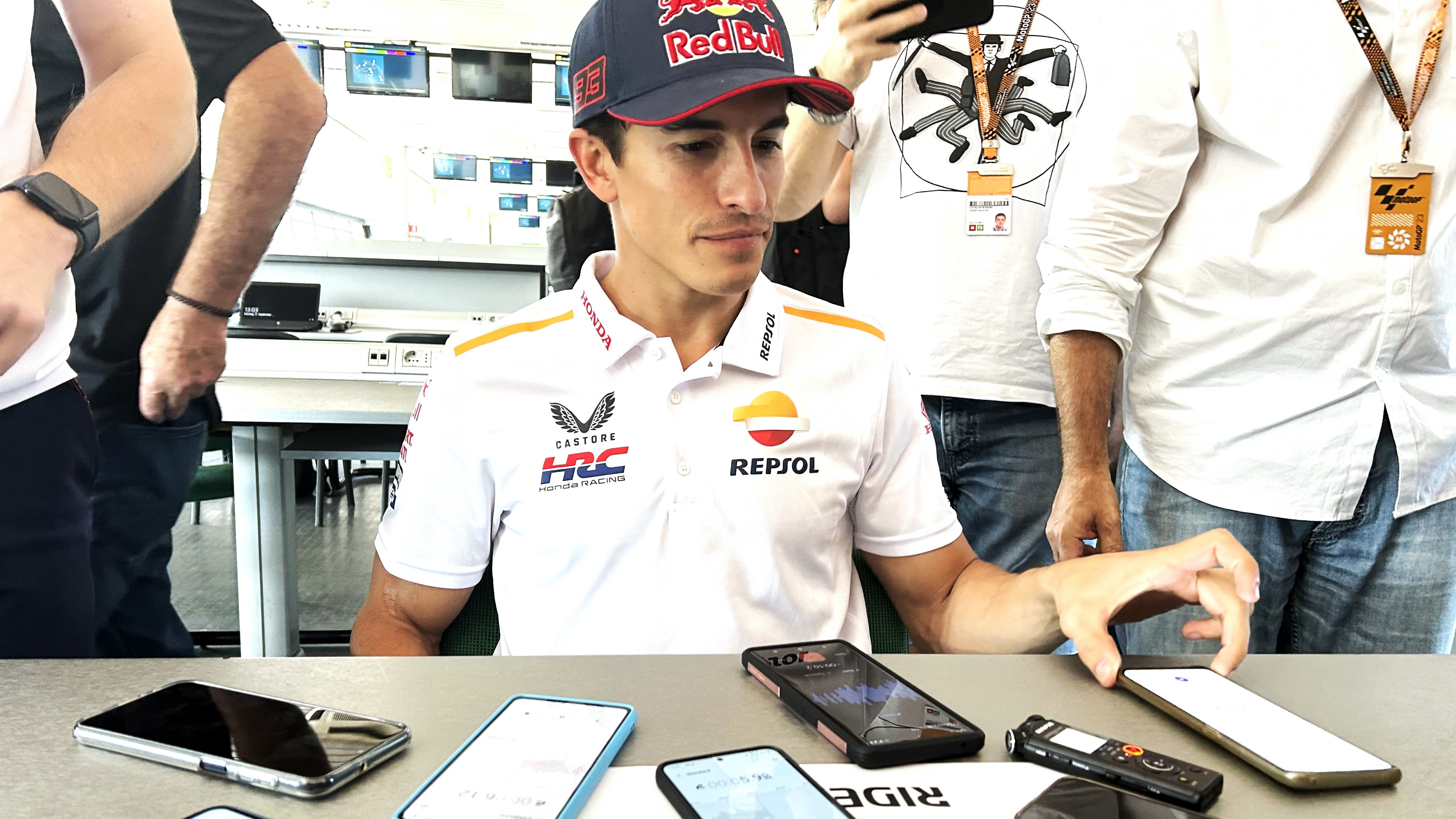
Márquez parla con i giornalisti nel giorno dei test di Misano (settembre 2023).

Márquez inizia il 2023 con la pole position e un 3º posto, il sabato, nella gara Sprint – novità regolamentare della stagione – di Portimão. Nel Gran Premio della domenica tuttavia si ritira dopo tre giri, causando un incidente in cui vengono coinvolti Jorge Martín e Miguel Oliveira. L'errore commesso gli costa inizialmente due long lap penalty al GP successivo; penalità che però non sconta in quanto, in seguito alla caduta sul tracciato portoghese, subisce un infortunio al metacarpo e salta comunque gli appuntamenti in Argentina, Texas e Spagna. Torna per i Gran Premi di Francia e Italia, dove giunge al traguardo solo nelle Sprint (5º in Francia e 7º in Italia). Anche nell'appuntamento successivo, sul circuito di Silverstone, Márquez taglia il traguardo nella Sprint mentre, ancora una volta, cade nella gara della domenica: per la prima volta in carriera lo spagnolo si ritira per quattro Gran Premi consecutivi (cinque, se si considera anche Valencia 2022, ultimo appuntamento della stagione precedente), che poi diventano nove, tornando a punti nella gara lunga solo al GP d'Austria. Ritorna sul podio con il terzo posto nella Sprint del Gran Premio d'India, risultato che ripete anche nella gara lunga in Giappone.
Il 4 ottobre Marquez comunica la scelta di separarsi dalla Honda, dopo undici anni e sei titoli mondiali; quindi la settimana successiva, prima del Gran Premio dell'Indonesia, viene ufficializzato il passaggio nel 2024 alla Ducati, correndo per il team Gresini Racing insieme al fratello Álex Márquez. Conclude la sua ultima stagione in Honda, quattordicesimo in campionato, con un terzo posto nella Sprint del Gran Premio di Valencia, mentre in gara cade subendo un contatto da Jorge Martín e si ritira.

#### Ducati (2024-)

##### 2024: il debutto con il team Gresini

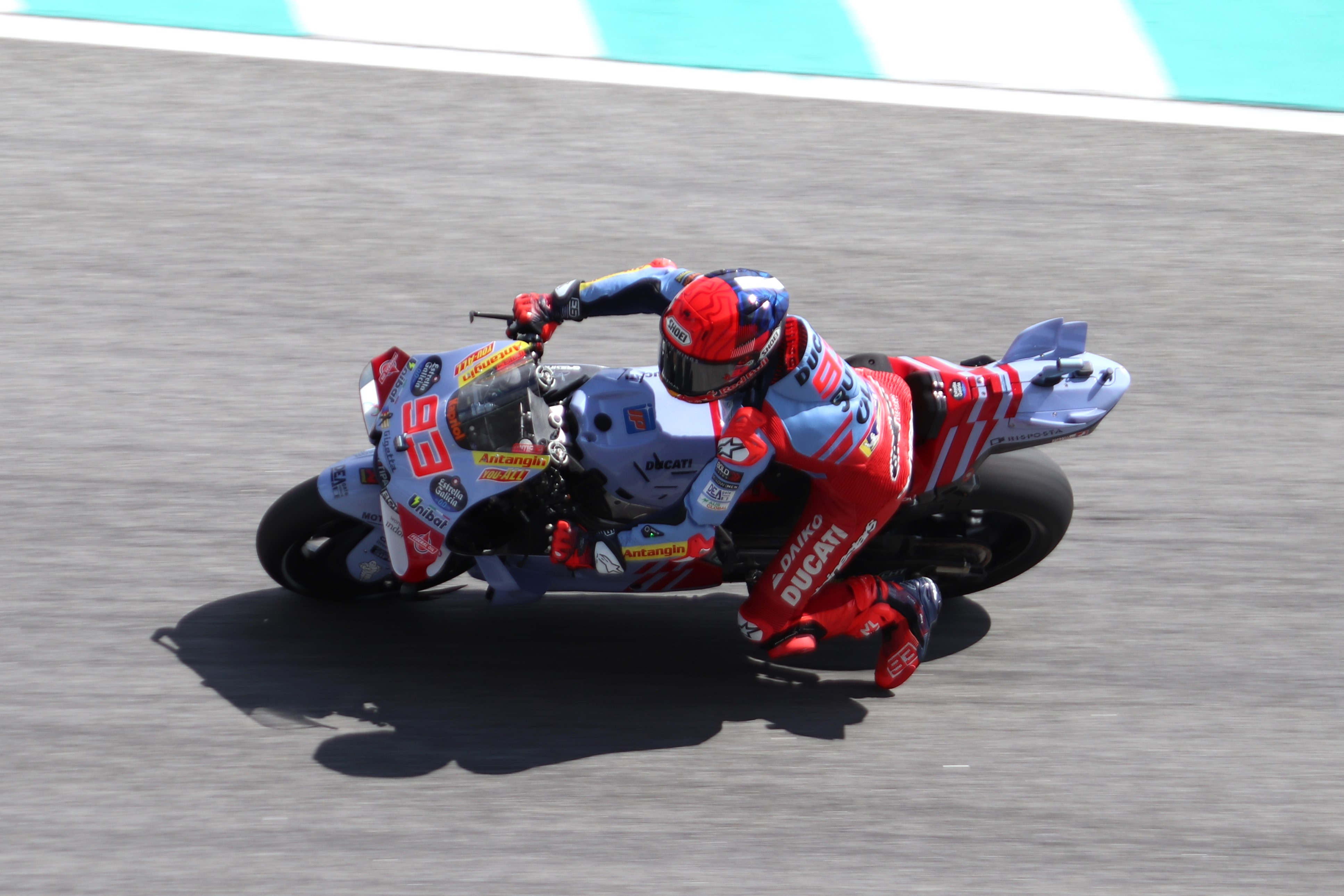
Márquez sulla Ducati Desmosedici di Gresini Racing nel Gran Premio della Malesia 2024.

Nella prima gara col team Gresini, in sella alla Desmosedici GP23, al Gran Premio del Qatar conclude la gara Sprint al quinto posto, segnando anche il giro più veloce, mentre nella gara della domenica è quarto. Nel secondo appuntamento stagionale, in Portogallo, arriva secondo nella gara Sprint, mentre in gara a causa di un contatto con Bagnaia cade, ma riprende la gara concludendo sedicesimo. Ad Austin, è nuovamente secondo nella gara sprint mentre nella lunga cade per un problema al freno anteriore.
Nel suo GP di casa a Jerez, conquista la sua prima pole position con la Ducati, tra l'altro la sua novantatreesima totale. Arriva sesto nella Sprint, con una caduta, e secondo in gara la domenica dopo un acceso duello con Bagnaia. A Le Mans, chiude al secondo posto entrambe le gare, dopo essere partito dalla tredicesima casella in griglia. Situazione simile si ripete nella gara successiva sul circuito di Barcellona, dove è costretto a partire dal quattordicesimo posto in griglia; rimonta e chiude secondo la gara sprint e terzo la gara lunga. Per la prima volta dal 2019, conquista tre podi di fila, cinque contando anche le Sprint. Ottiene il sesto podio consecutivo chiudendo secondo la Sprint del Gran Premio motociclistico d'Italia 2024, mentre ottiene la medaglia di legno nella gara lunga, dopo un duello con Enea Bastianini. Ritorna nei primi tre in gara lunga al circuito del Sachsenring, in cui era salito l'ultima volta sul podio nel 2021 (vincendo per l'undicesima volta in carriera sul circuito tedesco), giungendo secondo davanti al fratello Alex e dietro a Bagnaia, dopo essere partito nuovamente tredicesimo. Nei due Gran Premi successivi, cade entrambe le volte nella Sprint salvo poi terminare la gara della domenica in quarta posizione in tutte e due le occasioni.
Il 31 agosto conquista la pole nel Gran Premio di Aragona, nella gara Sprint rimane in testa per tutta la corsa, ottenendo la sua prima vittoria nelle gare brevi. Anche nella gara lunga si conferma lo stesso copione, conquistando così la sua prima vittoria con Ducati, nonché la 60ª in top class, tornando al successo dopo ben 1043 giorni. Si ripete una settimana dopo, cogliendo la seconda vittoria consecutiva nella gara lunga della prima tappa a Misano, accorciando così la distanza dal leader di classifica Martìn a 53 punti.
In Australia giunge secondo nella sprint e ottiene la terza vittoria in gara lunga dopo un duello con Jorge Martìn, mentre ottiene un secondo posto nella sprint a Sepang e nella gara conclusiva; grazie a questo risultato, conclude la stagione al terzo posto in classifica mondiale davanti ad Enea Bastianini, con 392 punti, 4 vittorie e 20 podi totali.

##### 2025: l'approdo nel team ufficiale

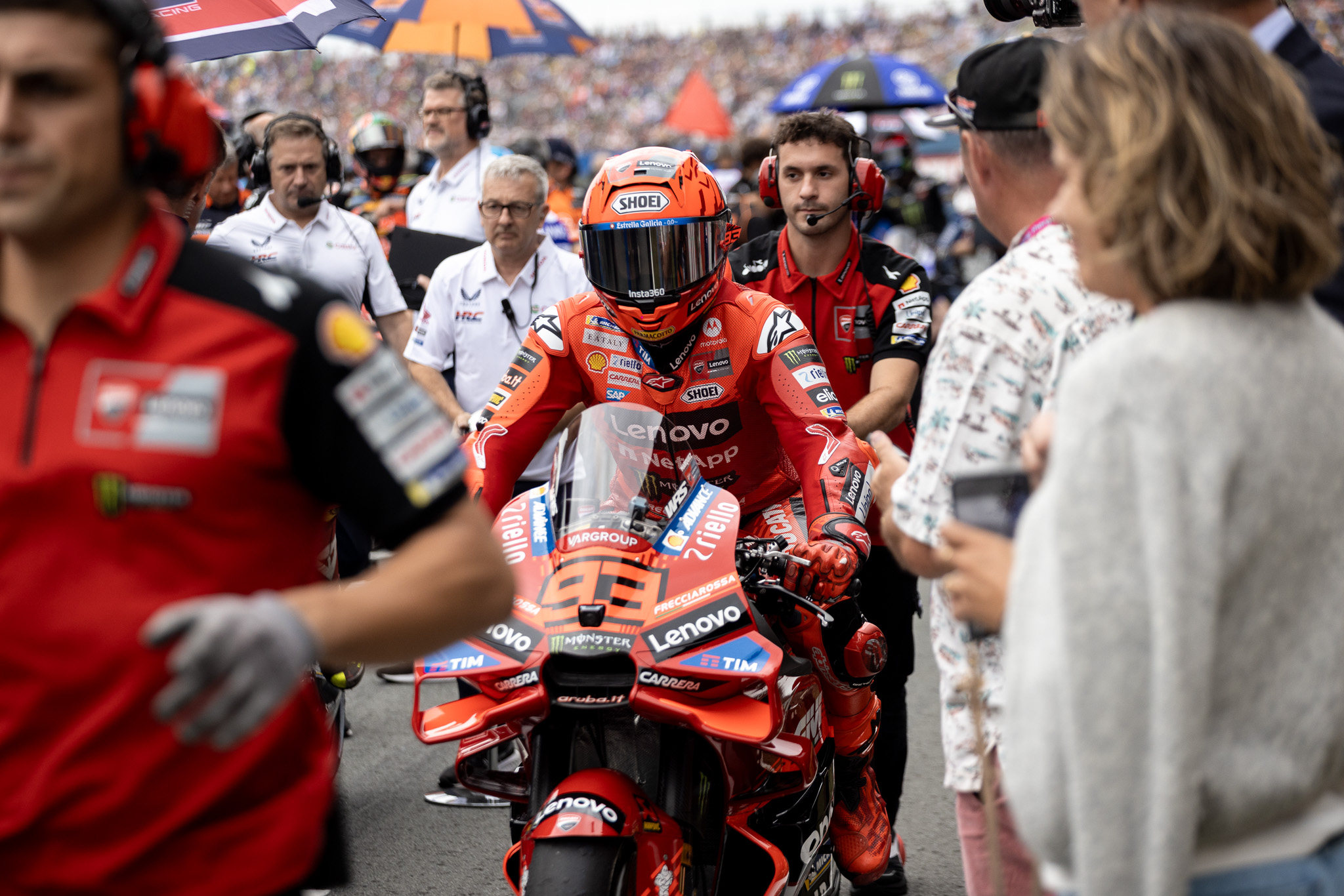
Márquez, sulla Desmosedici di Ducati Corse, sulla griglia di partenza del Gran Premio d'Olanda 2025.

Il 5 giugno 2024 viene annunciato ufficialmente il passaggio di Marc Márquez nel team ufficiale Ducati, accanto al due volte campione del mondo Francesco Bagnaia, a partire dal 2025.
Márquez domina i test prestagionali in Thailandia, poi ottiene la 95ª pole e vince sia la Sprint che la gara lunga del primo GP, davanti al fratello Álex. Torna così leader del Mondiale per la prima volta dal 2019 e firma il giro veloce numero 80 della sua carriera. In Argentina replica con un'altra doppietta, raggiungendo 90 vittorie ed eguagliando Ángel Nieto al terzo posto di tutti i tempi. Con il 152° podio in carriera raggiunge inoltre Jorge Lorenzo.  Ad Austin, ottiene la terza pole consecutiva e vince la Sprint, ma cade mentre era in testa nella gara lunga. Si ritira dopo un tentativo di proseguire con la moto danneggiata, perdendo la leadership del campionato a favore del fratello Álex (per un solo punto).
A Losail segna la quarta pole consecutiva e vince nuovamente Sprint e gara, salendo a 153 podi in carriera eguagliando a Dani Pedrosa e a 114 in MotoGP alla pari con Lorenzo. A Jerez, nel primo gp europeo della stagione, vince la quinta Sprint consecutiva (eguagliando il record di Jorge Martin del 2023), ma cade in gara e finisce 12°. Il fratello Álex vince il suo primo GP in top class e torna leader per un punto.  In Francia, Márquez è secondo in qualifica, vince la sesta Sprint di fila e chiude la gara lunga in seconda posizione, tornando in testa al Mondiale.  In Gran Bretagna chiude terzo in gara dopo una caduta al secondo giro, sfruttando la ripartenza della corsa dovuta alla presenza di olio in pista.
Ad Aragon domina interamente il weekend: pole, doppia vittoria e record della pista. Al Mugello conquista la 100ª pole in carriera e ottiene la seconda vittoria in gara lunga sul circuito italiano dopo 11 anni.  Ottiene così il 93° successo in carriera, portandosi a +40 su Álex. Ad Assen conquista un'altra doppietta pur partendo 4° e raggiunge quota 68 vittorie in MotoGP eguagliando Giacomo Agostini. In Germania vince Sprint e gara nel suo 200° GP in top class, siglando la 4ª doppietta di fila. Arriva così a 95 vittorie totali, 10 delle quali conquistate con Ducati.  Chiude la prima parte di stagione a Brno dove ottiene il quinto successo consecutivo, la decima vittoria di fila contando le sprint, e il 70° in MotoGP. Raggiunge inoltre il 160° podio complessivo in carriera, e porta il distacco in classifica a +120 su Álex e +168 su Bagnaia. A Spielberg, In occasione del 1000° GP della top class, partito 4°, vince la sprint e coglie la 9ª vittoria in stagione, la 6ª consecutiva, la 12ª di fila considerando sprint + gare lunghe, la prima sulla pista austriaca, nonché il 71° successo in top class e il 97° in carriera. Con questo successo si avvicina ulteriormente al titolo iridato, distanziando i rispettivi rivali, portandosi a +142 su Alex e +197 su Bagnaia.

## Risultati  nel motomondiale
| 2008 | Classe | Moto |  |    |    |    |     |    |    |   |     |   |    |     |   |   |     |   |    |     |  |  |  |  | Punti | Pos. |
| ---- | ------ | ---- |  | -- | -- | -- | --- | -- | -- | - | --- | - | -- | --- | - | - | --- | - | -- | --- |  |  |  |  | ----- | ---- |
| 2008 | 125    | KTM  |  | NQ | 18 | 12 | Rit | 19 | 10 | 3 | Rit | 9 | NE | Rit | 4 | 6 | Rit | 9 | NP | Inf |  |  |  |  | 63    | 13º  |

| 2009 | Classe | Moto |     |   |   |     |   |   |    |    |    |    |   |   |   |     |   |     |    |  |  |  |  |  | Punti | Pos. |
| ---- | ------ | ---- | --- | - | - | --- | - | - | -- | -- | -- | -- | - | - | - | --- | - | --- | -- |  |  |  |  |  | ----- | ---- |
| 2009 | 125    | KTM  | Rit | 5 | 3 | Rit | 5 | 5 | 10 | NE | 16 | 15 | 8 | 6 | 4 | Rit | 9 | Rit | 17 |  |  |  |  |  | 94    | 8º   |

| 2010 | Classe | Moto  |   |     |   |   |   |   |   |   |    |   |    |   |     |   |   |   |   |   |  |  |  |  | Punti | Pos. |
| ---- | ------ | ----- | - | --- | - | - | - | - | - | - | -- | - | -- | - | --- | - | - | - | - | - |  |  |  |  | ----- | ---- |
| 2010 | 125    | Derbi | 3 | Rit | 3 | 1 | 1 | 1 | 1 | 1 | NE | 7 | 10 | 1 | Rit | 1 | 1 | 1 | 1 | 4 |  |  |  |  | 310   | 1º   |

| 2011 | Classe | Moto  |     |     |    |   |   |     |   |   |   |    |   |   |   |   |   |   |    |    |  |  |  |  | Punti | Pos. |
| ---- | ------ | ----- | --- | --- | -- | - | - | --- | - | - | - | -- | - | - | - | - | - | - | -- | -- |  |  |  |  | ----- | ---- |
| 2011 | Moto2  | Suter | Rit | Rit | 21 | 1 | 2 | Rit | 1 | 1 | 1 | NE | 2 | 1 | 1 | 1 | 2 | 3 | NP | NQ |  |  |  |  | 251   | 2º   |

| 2012 | Classe | Moto  |   |   |   |     |   |   |   |   |   |    |   |   |   |   |   |     |   |   |  |  |  |  | Punti | Pos. |
| ---- | ------ | ----- | - | - | - | --- | - | - | - | - | - | -- | - | - | - | - | - | --- | - | - |  |  |  |  | ----- | ---- |
| 2012 | Moto2  | Suter | 1 | 2 | 1 | Rit | 3 | 3 | 1 | 1 | 5 | NE | 1 | 1 | 1 | 2 | 1 | Rit | 2 | 1 |  |  |  |  | 328   | 1º   |

| 2013 | Classe | Moto  |   |   |   |   |     |   |   |   |   |   |   |   |   |   |   |    |   |   |  |  |  |  | Punti | Pos. |
| ---- | ------ | ----- | - | - | - | - | --- | - | - | - | - | - | - | - | - | - | - | -- | - | - |  |  |  |  | ----- | ---- |
| 2013 | MotoGP | Honda | 3 | 1 | 2 | 3 | Rit | 3 | 2 | 1 | 1 | 1 | 1 | 2 | 2 | 1 | 2 | SQ | 2 | 3 |  |  |  |  | 334   | 1º   |

| 2014 | Classe | Moto  |   |   |   |   |   |   |   |   |   |   |   |   |    |    |   |     |   |   |  |  |  |  | Punti | Pos. |
| ---- | ------ | ----- | - | - | - | - | - | - | - | - | - | - | - | - | -- | -- | - | --- | - | - |  |  |  |  | ----- | ---- |
| 2014 | MotoGP | Honda | 1 | 1 | 1 | 1 | 1 | 1 | 1 | 1 | 1 | 1 | 4 | 1 | 15 | 13 | 2 | Rit | 1 | 1 |  |  |  |  | 362   | 1º   |

| 2015 | Classe | Moto  |   |   |     |   |   |     |     |   |   |   |   |     |   |     |   |   |     |   |  |  |  |  | Punti | Pos. |
| ---- | ------ | ----- | - | - | --- | - | - | --- | --- | - | - | - | - | --- | - | --- | - | - | --- | - |  |  |  |  | ----- | ---- |
| 2015 | MotoGP | Honda | 5 | 1 | Rit | 2 | 4 | Rit | Rit | 2 | 1 | 1 | 2 | Rit | 1 | Rit | 4 | 1 | Rit | 2 |  |  |  |  | 242   | 3º   |

| 2016 | Classe | Moto  |   |   |   |   |    |   |   |   |   |   |   |   |   |   |   |     |    |   |  |  |  |  | Punti | Pos. |
| ---- | ------ | ----- | - | - | - | - | -- | - | - | - | - | - | - | - | - | - | - | --- | -- | - |  |  |  |  | ----- | ---- |
| 2016 | MotoGP | Honda | 3 | 1 | 1 | 3 | 13 | 2 | 2 | 2 | 1 | 5 | 3 | 4 | 4 | 1 | 1 | Rit | 11 | 2 |  |  |  |  | 298   | 1º   |

| 2017 | Classe | Moto  |   |     |   |   |     |   |   |   |   |   |   |     |   |   |   |   |   |   |  |  |  |  | Punti | Pos. |
| ---- | ------ | ----- | - | --- | - | - | --- | - | - | - | - | - | - | --- | - | - | - | - | - | - |  |  |  |  | ----- | ---- |
| 2017 | MotoGP | Honda | 4 | Rit | 1 | 2 | Rit | 6 | 2 | 3 | 1 | 1 | 2 | Rit | 1 | 1 | 2 | 1 | 4 | 3 |  |  |  |  | 298   | 1º   |

| 2018 | Classe | Moto  |   |    |   |   |   |    |   |   |   |   |   |    |   |   |   |   |     |   |     |  |  |  | Punti | Pos. |
| ---- | ------ | ----- | - | -- | - | - | - | -- | - | - | - | - | - | -- | - | - | - | - | --- | - | --- |  |  |  | ----- | ---- |
| 2018 | MotoGP | Honda | 2 | 18 | 1 | 1 | 1 | 16 | 2 | 1 | 1 | 3 | 2 | AN | 2 | 1 | 1 | 1 | Rit | 1 | Rit |  |  |  | 321   | 1º   |

| 2019 | Classe | Moto  |   |   |     |   |   |   |   |   |   |   |   |   |   |   |   |   |   |   |   |  |  |  | Punti | Pos. |
| ---- | ------ | ----- | - | - | --- | - | - | - | - | - | - | - | - | - | - | - | - | - | - | - | - |  |  |  | ----- | ---- |
| 2019 | MotoGP | Honda | 2 | 1 | Rit | 1 | 1 | 2 | 1 | 2 | 1 | 1 | 2 | 2 | 1 | 1 | 1 | 1 | 1 | 2 | 1 |  |  |  | 420   | 1º   |

| 2020 | Classe | Moto  |    |     |    |     |     |     |     |     |     |     |     |     |     |     |     |  |  |  |  |  |  |  | Punti | Pos. |
| ---- | ------ | ----- | -- | --- | -- | --- | --- | --- | --- | --- | --- | --- | --- | --- | --- | --- | --- |  |  |  |  |  |  |  | ----- | ---- |
| 2020 | MotoGP | Honda | NE | Rit | NP | Inf | Inf | Inf | Inf | Inf | Inf | Inf | Inf | Inf | Inf | Inf | Inf |  |  |  |  |  |  |  | 0     |      |

| 2021 | Classe | Moto  |     |     |   |   |     |     |     |   |   |   |    |     |   |   |   |   |     |     |  |  |  |  | Punti | Pos. |
| ---- | ------ | ----- | --- | --- | - | - | --- | --- | --- | - | - | - | -- | --- | - | - | - | - | --- | --- |  |  |  |  | ----- | ---- |
| 2021 | MotoGP | Honda | Inf | Inf | 7 | 9 | Rit | Rit | Rit | 1 | 7 | 8 | 15 | Rit | 2 | 4 | 1 | 1 | Inf | Inf |  |  |  |  | 142   | 7º   |

| 2022 | Classe | Moto  |   |    |     |   |   |   |   |    |     |     |     |     |     |     |     |   |   |   |   |     |  |  | Punti | Pos. |
| ---- | ------ | ----- | - | -- | --- | - | - | - | - | -- | --- | --- | --- | --- | --- | --- | --- | - | - | - | - | --- |  |  | ----- | ---- |
| 2022 | MotoGP | Honda | 5 | NP | Inf | 6 | 6 | 4 | 6 | 10 | Inf | Inf | Inf | Inf | Inf | Inf | Rit | 4 | 5 | 2 | 7 | Rit |  |  | 113   | 13º  |

| 2023 | Classe | Moto  |      |     |     |     |      |      |    |    |     |    |    |   |    |    |     |    |    |    |    |      |  |  | Punti | Pos. |
| ---- | ------ | ----- | ---- | --- | --- | --- | ---- | ---- | -- | -- | --- | -- | -- | - | -- | -- | --- | -- | -- | -- | -- | ---- |  |  | ----- | ---- |
| 2023 | MotoGP | Honda | Rit3 | Inf | Inf | Inf | Rit5 | Rit7 | NP | NP | Rit | 12 | 13 | 7 | 93 | 37 | Rit | 15 | 64 | 13 | 11 | Rit3 |  |  | 96    | 14º  |

| 2024 | Classe | Moto   |    |     |      |    |   |    |    |    |    |   |   |   |    |    |      |   |    |     |     |    |  |  | Punti | Pos. |
| ---- | ------ | ------ | -- | --- | ---- | -- | - | -- | -- | -- | -- | - | - | - | -- | -- | ---- | - | -- | --- | --- | -- |  |  | ----- | ---- |
| 2024 | MotoGP | Ducati | 45 | 162 | Rit2 | 26 | 2 | 32 | 42 | 10 | 26 | 4 | 4 | 1 | 15 | 34 | Rit3 | 3 | 12 | 114 | 122 | 27 |  |  | 392   | 3º   |

| 2025 | Classe | Moto   |   |   |      |   |     |    |    |   |   |   |   |   |   |  |  |  |  |  |  |  |  |  | Punti | Pos. |
| ---- | ------ | ------ | - | - | ---- | - | --- | -- | -- | - | - | - | - | - | - |  |  |  |  |  |  |  |  |  | ----- | ---- |
| 2025 | MotoGP | Ducati | 1 | 1 | Rit1 | 1 | 121 | 21 | 32 | 1 | 1 | 1 | 1 | 1 | 1 |  |  |  |  |  |  |  |  |  | 418   |      |

| Legenda | 1º posto        | 2º posto            | 3º posto            | A punti      | Senza punti        | Grassetto – Pole position Corsivo – Giro più veloce |
| Legenda | Gara non valida | Non qual./Non part. | Ritirato/Non class. | Squalificato | '-' Dato non disp. | Grassetto – Pole position Corsivo – Giro più veloce |